# Condado de Clark (Kansas)
O Condado de Clark é um dos 105 condados do estado americano de Kansas. A sede do condado é Ashland, e sua maior cidade é Ashland. O condado possui uma área de 2 531 km² (dos quais 7 km² estão cobertos por água), uma população de 2 390 habitantes, e uma densidade populacional de 1 hab/km² (segundo o censo nacional de 2000). O condado foi fundado em 26 de fevereiro de 1867.